# Manufacturing Pearl Buttons
Manufacturing Pearl Buttons è un cortometraggio muto del 1914. Il nome del regista non viene riportato nei credit del film, un documentario distribuito in split reel insieme a un altro cortometraggio della Lubin.

## Produzione
Il film fu prodotto dalla Lubin Manufacturing Company.

## Distribuzione
Distribuito dalla General Film Company, il film - un breve cortometraggio di 90 metri - uscì nelle sale cinematografiche statunitensi il 1º gennaio 1914. Nelle proiezioni, veniva programmato con il sistema dello split reel, accorpato in un'unica bobina con un altro cortometraggio prodotto dalla Lubin, il drammatico The Inspector's Story.